# Prelude FLNG
Prelude FLNG – pływająca platforma do wydobywania, skraplania, przechowywania i przeładunku LNG, największa jednostka pływająca na świecie (stan w 2017).

## Założenia
Ze względu na wysokie koszty transport rurociągami podmorskimi ropy naftowej i gazu ziemnego z pól położonych daleko od brzegu jest nieopłacalny. W celu eksploatacji takich pól stosuje się FPSO (pływające punkty produkcji, przechowywania i załadunku), które pozwalają wydobywać ropę naftową. Gaz ziemny do transportu trzeba skroplić (dzięki czemu zmniejsza się jego objętość) przez ochłodzenie do -162 °C i transportować w postaci płynnej.

## Przebieg prac
Od lat 90. XX wieku w firmie Shell pracowano nad projektem pływającej jednostki do wydobycia i skraplania gazu, lecz z powodów ekonomicznych plany zarzucono i dopiero w 2011 rozpoczęto, w stoczni Samsung Heavy Industries w Geoje (Korea Południowa) budowę jednostki. Położenie stępki odbyło się 8 maja 2013, wodowanie w grudniu 2013. Dalsze prace trwały do czerwca 2017, kiedy to jednostka opuściła stocznię i rozpoczęło się holowanie na pole Prelude u północnych wybrzeży Australii. Na miejsce zespół holowniczy dotarł 25 lipca 2017. Prace nad połączeniem i rozruch mają potrwać 9-12 miesięcy.
W czerwcu 2018 jednostka przyjęła, w celach testowych pierwszą porcję gazu z gazowca. Rozpoczęto testowanie instalacji z wykorzystaniem węglowodorów.
25 grudnia 2018 Shell ogłosił, że otwarto odwierty i rozpoczęto rozruch instalacji.
11 czerwca 2019 odprawiono pierwszy statek z ładunkiem LNG.

## Wymiary
Jednostka ma 488,8 metra długości, 74 metry szerokości i wysokość 105 metrów. Pojemność brutto wynosi 300 000. Zakotwiczona będzie na głębokości 250 metrów za pomocą 16 łańcuchów zamocowanych do pali wbitych w dno morskie. Pod powierzchnią łańcuchy będą przymocowane do wieży połączonej obrotowo z resztą kadłuba, co pozwoli całości obracać się najkorzystniej do wiatru. Obracanie może być sterowane przy użyciu trzech sterów strumieniowych o mocy 6700 KM.
Stację ma obsługiwać około 120 osób. Transport pracowników z Broome, odległego o 475 km będzie odbywał się helikopterami, dla których przygotowano 2 lądowiska. Przy projektowaniu założono, że jednostka ma przetrwać uderzenie huraganu 5 kategorii. 
Prelude zajmuje około 4 razy mniej miejsca niż porównywalna instalacja na lądzie, dzięki budowie piętrowej oraz zmniejszaniu elementów.

## Oczekiwania
Przewiduje się, że na polu Prelude instalacja pozostanie przez 20–25 lat, do wyczerpania złoża. Po tym czasie poddana zostanie koniecznym remontom i przebudowom a następnie ustawiona na innym polu.
Roczna produkcja powinna osiągnąć nie mniej niż 5,3 miliona ton, w tym: 3,6 miliona ton LNG, 1,3 miliona ton kondensatu i 0,4 miliona ton LPG.

## Struktura własnościowa
Początkowo Shell był jedynym właścicielem, ale w 2012 INPEX nabył 17,5% akcji, a Korea Gas Corporation 10%. CPC Corporation ma 5% udziałów. Pozostałe 67,5% należy do Shella.